# Scopula albicans
Scopula albicans är en fjärilsart som beskrevs av Louis Beethoven Prout 1913. Scopula albicans ingår i släktet Scopula och familjen mätare. Inga underarter finns listade.